# Tanghin-Dassouri (département)
Pour les articles homonymes, voir Tanghin-Dassouri.
Tanghin-Dassouri est un département et une commune rurale du Burkina Faso, situé dans la province du Kadiogo et dans la région du Centre. Il compte au dernier recensement en 2019, 64 898 habitants.

## Géographie

### Villages
Le département se compose d'un village chef-lieu (populations actualisées lors du dernier recensement de 2006) :
- Tanghin-Dassouri (68 848 habitants)

et de 29 recensés administrativement en tant que tels en 2006 :
- Poedogo (745 habitants)
- Bagma (849 habitants)
- Bagraogo (1 192 habitants)
- Balolé (1 303 habitants)
- Bazoulé (2 114 habitants)
- Boulsin (2 833 habitants)
- Beguegnan (345 habitants)
- Bouli (1160 habitants)
- Dawanégomdé (612 habitants)
- Dazankiéma (3 923 habitants)
- Dassouri (3223 habitants)
- Dondoulma (1 819 habitants)
- Gnimdi (1 122 habitants)
- Goghin (1 393 habitants)
- Gueswendé (1 133 habitants)
- Itaoua (1 944 habitants)
- Koudiéré (2 180 habitants)
- Kologh-Naba (1907 habitants)
- Lougsi (2 361 habitants)
- Nabakoutou (232 habitants)
- Nabitinga-1 (1 819 habitants)
- Nabitinga-2 (1 701 habitants)
- Ouansoua (1 773 habitants)
- Sahongo (761 habitants)
- Sané (885 habitants)
- Séguédin (1 539 habitants)
- Silmissin (3 745 habitants)
- Tama (905 habitants)
- Tinsouka (2 497 habitants)
- Wéglèga (2 663 habitants)
- Yalagré (516 habitants)
- Zanghindiessé (1 504 habitants)
- Zékounga (1 198 habitants)

Il existe également au moins vingt autres villages correspondant à d'anciens hameaux ou lieux-dits mais devenus des zones de populations significatives, ils étaient rattachés administrativement en 2006 aux autres villages précédents dans leurs anciens espaces ruraux (populations estimées et arrondies, statistiques sans doute non fiables), certains ont pu être établis officiellement depuis, ou bien déplacés ou simplement intégrés complètement dans les villages précédents (leur toponymie est aussi incertaine) :
- Bogodogo II (500 habitants)
- Dassouri (1 500 habitants)
- Douré (1 300 habitants)
- Goghin-2 (600 habitants)
- Gouma (? habitants)
- Kari (900 habitants)
- Kiendpalogo (1 000 habitants)
- Koankin-1 (900 habitants)
- Koankin-2 (1 115 habitants)
- Kologh-Naba (2 000 habitants)
- Kouzoughin (1 100 habitants)
- Naponé (1 500 habitants)
- Nédogo (2 000 habitants)
- Sambin (800 habitants)
- Sankouy (800 habitants)
- Tambétin (3 600 habitants)
- Tang-Loongo (1 320 habitants)
- Taonsgho (2 000 habitants)
- Wem-Yiri (600 habitants)
- Zambanèga (1 100 habitants)

## Administration
| Période                                  | Période | Identité         | Étiquette | Qualité |
| ---------------------------------------- | ------- | ---------------- | --------- | ------- |
|                                          |         |                  |           |         |
|                                          |         | Lassané Kiemtoré |           |         |
| Les données manquantes sont à compléter. |         |                  |           |         |

## Santé et éducation
Le département accueille :
- un dispensaire isolé à Koudiéré (Taonsgho)
- six centres de santé et de promotion sociale (CSPS) à Bazoulé, Dondoulma, Zékounga, Lougsi, Sané et Yimdi
- un centre médical (CM) à Tanghin-Dassouri